# Нет вестей от Бога
«Нет вестей от Бога» (исп. Sin noticias de Dios) — испанская комедия 2001 года режиссёра Агустина Диаса Янеса.

## Сюжет
Последние десять лет для Рая были не самыми лёгкими. В битве добра со злом выигрывал Ад. Руководители Рая получают просьбу матери спасти душу её сына, боксёра Мэнни. В этой возможности выиграть душу они видят шанс сместить баланс силы в свою пользу. Мэнни в огромных долгах, пытается покончить жизнь самоубийством. Ангел Лола отправляется на Землю, чтобы взять на себя роль жены боксёра. Менеджер Ада Джек Девенпорт решает послать одного из самых беспокойных агентов, Кармен, который был мужчиной и гангстером и превращён в наказание в официантку. Кармен выдаёт себя за племянницу Мэнни. Обе пытаются склонить Мэнни на свою сторону. А Мэнни то пишет письмо своей матери, прося у неё прощение, но не отправляет его, то снова принимает участие в боксёрском матче, где он теряет сознание. В Аду же готовят очередной переворот, и Девенпорт, стремясь сохранить своё место, теперь тоже хочет помочь Мэнни. Лола и Кармен начинают действовать вместе. Чтобы вернуть долги Мэнни, они грабят супермаркет. Однако уже слишком поздно, Мэнни защищает девушек от кредиторов-бандитов, но те его убивают. Небесный суд забирает Мэнни в Рай, посчитав его предсмертный поступок самопожертвованием.

## В ролях
- Кармен Рамос — Пенелопа Крус
- Лола — Виктория Абриль
- Мэнни — Демиан Бичир
- Девенпорт — Гаэль Гарсиа Берналь
- Марина Д’Анхело — Фанни Ардан
- Нэнси — Джемма Джонс
- Пили — Елена Анайя
- Управляющий в супермаркете — Хуан Эчанове

## Награды
Фильм был номинирован на премию «Гойя» в 2001 году в 11 номинациях (в том числе «Лучший фильм», «Лучшая актриса» и «Лучший актёр второго плана»), однако не получил ни одной премии.